# Ilex walsinghamii
Ilex walsinghamii är en järneksväxtart som beskrevs av Richard Alden Howard. Ilex walsinghamii ingår i släktet järnekar, och familjen järneksväxter. Inga underarter finns listade i Catalogue of Life.